# Pavona varians
Pavona varians är en korallart som beskrevs av Addison Emery Verrill 1864. Pavona varians ingår i släktet Pavona och familjen Agariciidae. IUCN kategoriserar arten globalt som livskraftig. Inga underarter finns listade i Catalogue of Life.